# Недогарки (Кременчуцький район)
Недо́гарки — село Кременчуцького району Полтавської області. Входить до складу Піщанської сільської громади. Населення близько 1768 чол.

## Географія
Село Недогарки знаходиться біля греблі Кременчуцького водосховища на лівому березі річки Дніпро, вище за течією на відстані 3 км розташоване село Максимівка. До села примикає невеликий лісовий масив (сосна). Поруч проходять автомобільні дороги Н08, Т 1713 та залізниця, станція Платформа 27 км. Біля села знаходиться невеликий аеродром.

## Історія
Село Недогарки — спадкоємець історичного поселення Пиви (або Пива, згадки 16-17 ст.). Перші згадки власне Недогарок — з 1729 року (як хутір Власівської сотні Миргородського полку). Мало дерев'яну церкву 19 століття та церковно-парафіяльну недільну школу.
До 2020 року село Недогарки — центр сільської ради, у яку входили також села Рокитне-Донівка, Пащенівка, Панівка.

## Населення

### Мова
Розподіл населення за рідною мовою за даними перепису 2001 року:
| Мова            | Кількість | Відсоток |
| --------------- | --------- | -------- |
| українська      | 1705      | 98.10%   |
| російська       | 30        | 1.73%    |
| румунська       | 2         | 0.12%    |
| інші/не вказали | 1         | 0.05%    |
| Усього          | 1738      | 100%     |

## Об'єкти соціальної сфери
- Ліцей
- Дитячий садок
- Сільський клуб
- Бібліотека
- Амбулаторія загальної практики-сімейної медицини
- Аптека

## Економіка
- ТОВ «Іскра»
- ПП «Дніпровські зорі»

## Сьогодення
Село газифіковане, телефонізоване та радіофіковане. Недогарки мають 7 магазинів. Вулиці асфальтовано.

## Відомі люди
Уродженцями села є:
- Пащенко Олександр Йосипович — український художник декоративного мистецтва.
- Черниш Микола Костянтинович — генеральний директор ТОВ "Виробниче об'єднання «Кременчуцький автоскладальний завод», заслужений машинобудівник України, почесний громадянин Кременчука.